# آپروکس
آپروکس (انگلیسی: Uproxx) وب سایت خبری سرگرمی و فرهنگ مردمی است. این شرکت در سال ۲۰۰۸ توسط جارت مایر و برایان براتر تأسیس شد و در سال ۲۰۱۴ توسط وون دیژیتال (که بعداً به آپروکس مدیا گروپ تغییر نام داد) خریداری شد.